# مسجد الفتح (القاهرة)
مسجد الفتح هو أحد المساجد الكبرى بوسط مدينة القاهرة، وهو من أهم معالم ميدان رمسيس. تم غلقه بعد أحداث رمسيس الثانية التي وقعت في16 أغسطس 2013.

## تاريخ المسجد
كان ميدان رمسيس هو قرية تسمى «أم دنين» تمركز فيها الفاتحون العرب وأنشأوا بها مسجدًا. وقد أعاد بناءه في العصر الفاطمي الحاكم بأمر الله وسمي بجامع المقس، وقد سمي المسجد بهذا الاسم ـ وفقًا لخطط المقريزي ـ لقربه من قلعة أنشئت علي النيل كانت تسمي بقلعة المقس، كما كان يعرف أيضاً بجامع باب البحر. وقد وقف الحاكم بأمر الله على المساجد أوقافًا بمصر كان يُصرف من ضمنها ما يحتاج إليه جامع المقس من عمارته وثمن الحصر والمضفورة وثمن العود للبخور وغيره، وكان لهذا الجامع نخل كثير في الدولة الفاطمية ويركب الخليفة الي منظرة كانت بجانبه عند عرض الأسطول فيجلس بها لمشاهدة ذلك.
سمي المسجد فيما بعد بمسجد أولاد عنان نسبة إلى أخوين من كبار المتصوفة الذين ذاع صيتهم في عهد السلطان المملوكي طومان باي هما محمد وعبد القادر بن عنان، وقد دفن الأخ الأكبر محمد ـ الذي توفي عن 120 عامًا سنة 920 هـ ـ دفن بالمسجد، فأصبح المسجد يعرف باسم أولاد عنان.
تعرض هذا المسجد للهدم على يد الفرنسيين ـ مع عدد آخر من مباني المنطقة ـ أثناء ثورة القاهرة الأولى (أكتوبر 1798) على قوات الحملة الفرنسية، وأقاموا مكانه طابية أطلقوا عليها اسم كامان وهو ضابط فرنسي كبير.
تولت شركة المقاولون العرب إعادة بناء المسجد، ليفتتحه الرئيس المصري السابق حسني مبارك بصورته الحالية في ذكرى الإسراء والمعراج في 22 فبراير 1990، وقد أصبح يحمل اسم مؤسسة الفتح ومسجد أولاد عنان.

## غلق المسجد
بعد يومين من فض اعتصامي رابعة والنهضة في 14 أغسطس 2013، تظاهر أنصار الرئيس الأسبق محمد مرسي في يوم الجمعة 16 أغسطس بميدان رمسيس بجوار المسجد، وعند فض الشرطة لتظاهرهم احتمى بعض المتظاهرين بالمسجد الذي كان قد تحول إلى مستشفى لمداواة الجرحى، وتم اقتحام المسجد في صبيحة اليوم التالي والقبض على من فيه، وظل المسجد مغلقاً لمدة طويلة. حتى أعيد افتتاحه في 20 أكتوبر 2014 بعد 15 شهرًا من إغلاقه، حيث أُديت صلاة العشاء بالمسجد وحضرها ما يزيد عن 500 مصلى في افتتاح مفاجئ قابله بعض المارة بالتصفيق الحار.

## كتابات تاريخية عن المسجد

### المقريزي
يذكر المقريزي أن القضاة بمصر كانوا يطوفون على مساجد ومشاهد القاهرة والفسطاط قبل رمضان بثلاثة أيام، فيبدءون بجامع المقس (مسجد الفتح الحالي) ثم بجوامع القاهرة ثم الأضرحة والمشاهد ثم بالقرافة ثم جامع عمرو بن العاص وحصر ما تحتاجه المساجد من قناديل وعمارتها وإزالة ما بها من شعث والقيام بترميمها.

### الخطط التوفيقية لعلي مبارك
«جامع أولاد عنان»، هو علي يسار الذاهب من الشارع الجديد ومحطة السكة الحديد وإلى شبرا الخيمة بقرب قنطرة الخليج الناصري ـ الذي هو اليوم الترعة الحلوة الذاهبة إلي السويس ـ وكان أولا علي شاطئه فلما أختصر صار بعيدًا عنه ويعرف قديماً بجامع المقس وكان يعرف أيضا بجامع باب البحر.
"وفي سنة سبع وثمانين وخمسمائة أنشقت زريبة من هذا الجامع لكثرة زيادة ماء النيل وخيف علي الجامع السقوط فأمر بعمارتها.
وفي دولة صلاح الدين يوسف بن أيوب أنشأ متولي العمائر بهاء الدين قراقوش برجاً كبيرا في مكان المنظرة التي كانت للخلفاء، فلما كانت سنة سبعين وسبعمائة جدد هذا الجامع الوزير الصاحب شمس الدين عبد الله المقسي وهدم القلعة وجعل مكانها جنينه فصار العامة يقولون جامع المقسي لكونه جدده وبيضه وقد انحسر ماء النيل عنه وصار اليوم علي حافة الخليج الناصري.
"ونظر هذا الجامع بيد أولاد الوزير المقسي وقد جعل عليه أوقافا لمدرس وخطيب وقومه ومؤذنين وغير ذلك وقال جامع السيرة الصلاحية وهذا المقسم علي شاطئ النيل يزار
"وفي الضوء اللامع للسخاوي أن الصاحب المذكور كان نصرانيا وكان يقال له قبل أن يسلم شمس وكان يعرف بالمقسي نسبة للمقسم ظاهر القاهرة جدّد جامع باب البحر بحيث اشتهر الجامع به وهجرت شهرته الأولي وهو المترجم في سنة خمس وتسعين وسبعمائة من أنباء شيخنا وغيره.